# Rafetus euphraticus
Rafetus euphraticus és una espècie de tortugues de la família Trionychidae i en el gènere Rafetus.

## Descripció
Aquesta és una de les espècies considerades entre les grans. Poden arribar a aconseguir 68 cm de longitud.

## Hàbitat
Aquesta tortuga és natural de l'Orient Mitjà. Habita en la conca del Tigris i l'Eufrates, des del sud-est de Turquia fins a l'Iran i Israel. Habita en els rius i rierols de fons fangós i poc corrent. No freqüenta les parts profundes dels rius de corrent ràpid. Se la veu als dipòsits d'aigua adjacents als rius i a les llacunes.

## Alimentació
S'alimenta de peixos, amfibis i petits invertebrats.

## Reproducció
Les preses d'aigua limiten les zones de poca profunditat i les ribes on poden fer els nius, a més d'aïllar les poblacions.